# Fusifilum stoloniferum
Fusifilum stoloniferum là một loài thực vật có hoa trong họ Măng tây. Loài này được U.Müll.-Doblies, J.S.Tang & D.Müll.-Doblies mô tả khoa học đầu tiên năm 2001.